# Samson Occom
 (novembre 2020).
Si vous disposez d'ouvrages ou d'articles de référence ou si vous connaissez des sites web de qualité traitant du thème abordé ici, merci de compléter l'article en donnant les références utiles à sa vérifiabilité et en les liant à la section « Notes et références ».
Le Révérend Samson Occom (1723 – 14 juillet 1792) (appelé aussi Samson Occum) était un pasteur presbytérien d'origine amérindienne, de la nation Mohegan qui vivait près de New London, dans le Connecticut. Il est connu pour avoir été le premier Amérindien à publier des documents et des pamphlets en anglais.
Son père s'appelait Joshua Tomacham et sa mère Sarah. En 1740, à seize ans, Occom reçut l'enseignement de pasteurs appartenant au Grand réveil. Il commença à étudier la théologie à la « Lattin School » dirigée par Eleazar Wheelock en 1743 ; il y resta quatre ans. Il fut envoyé en mission auprès des Amérindiens de la Nouvelle-Angleterre et de Montauk (Long Island) ou il se maria. C'est là qu'il fut officiellement ordonné en 1759 par le presbytère de Suffolk. 

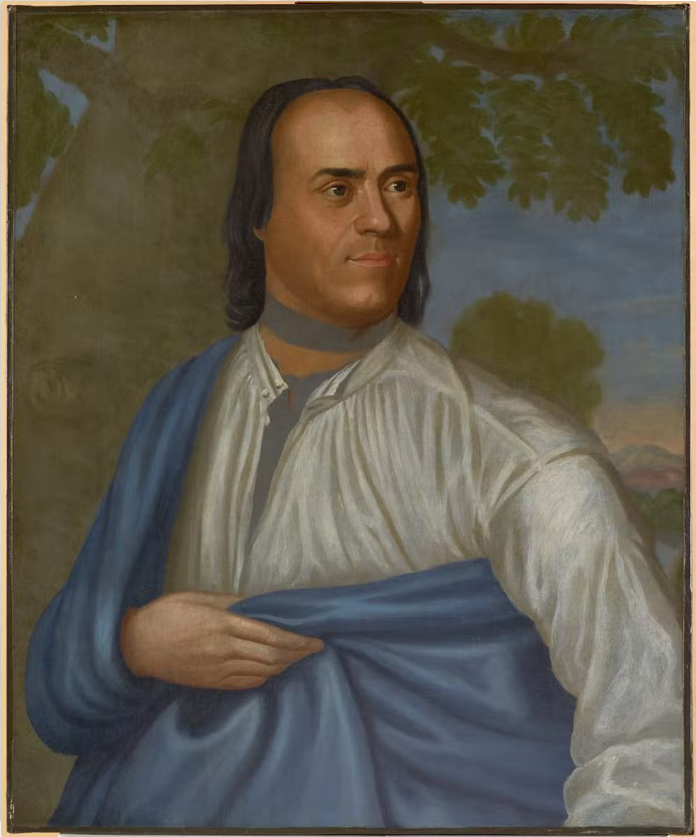
Nathaniel Smibert, Samson Occom (c. 1750).

Le Dartmouth College fut fondé en 1769 par le révérend Eleazar Wheelock (1711 – 1779). Ce dernier avait ouvert en 1754 la Moor's Indian Charity School à Lebanon (Connecticut), une école destinée à l'instruction des Amérindiens. Il souhaitait transformer cet établissement en college, mais le Connecticut refusait. Avec le concours de Samson Occom, il créa le Dartmouth College dans le New Hampshire, une région rurale en cours de peuplement.

## Œuvres de Samson Occom
- A Choice Collection of Hymns and Spiritual Songs, New London, CT : Press of Thomas and Samual Green, 1774.
- A Sermon Preached at the Execution of Moses Paul, An Indian Who Was Executed at New Haven on the 2nd of September 1772 for the Murder of Mr. Moses Cook, late of Waterbury, on the 7th of December 1771, New Haven : Press of Thomas and Samual Green, 1774.
- A Short Narrative of My Life. The Elders Wrote: An Anthology of Early Prose by North American Indians 1768-1931. Ed. Bernd Peyer. Berlin: Dietrich Reimer Verlag, 1982 [1762], 12-18. (The 10-page A Short Narrative of My Life was kept in Dartmouth College's archive collection until publication in 1982. This work has also recently been published in The Norton Anthology of American Literature.)
- Journals, 1754 and 1786(?), Unpublished manuscript in collection of New London County Historical Society.
- Herbs and Roots, Unpublished manuscript in collection of New London County Historical Society.